# Manuel María González López
Manuel María González López Pardo (Lugo, ? - La Corunya, 13 de juliol de 1975) fou un advocat, escriptor i polític gallec, governador civil durant la Segona República Espanyola.

## Trajectòria
Llicenciat en dret per la Universitat de Santiago de Compostel·la. Fou redactor de Voz del Pueblo i directiu del Centre Republicà compostel·là, del que n'arribà a ser president en 1922. En aquell mateix any fou elegit regidor a Compostel·la. Col·laborà a La Campana. En 1929 es traslladà a Vigo per motius professionals.
Com a militant del Partit Republicà Radical Socialista assistí al pacte de Lestrove. En la matinada del 14 d'abril de 1931 arengà les masses des de l'esglaó del Palau de Justícia i proclamà la República a Vigo. En la República fou nomenat governador civil d'Osca el 30 de desembre de 1931, i va romandre en el càrrec fins al 16 de juny de 1932, quan passà s ser governador civil de Còrdova, i va romandre en el càrrec fins al 14 de setembre de 1933. Integrat a Izquierda Republicana, el 19 de març de 1936 fou nomenat governador civil d'Albacete, i va romandre en el càrrec fins al 14 de juny d'aquell any, quan va passar a ser governador civil de Toledo.
Allí el va sorprendre el cop d'estat del 18 de juliol. Aparentment fou portat pels militars rebels a l'interior de l'Alcàsser de Toledo com a ostatge durant el setge, però després es va comprovar que hi va acudir en qualitat de refugiat. Fou rellevat com a governador el 10 d'agost d'aquell any. En aixecar-se el setge a finals de setembre va retornar a Galícia. En els consells de guerra celebrats contra les autoritats republicanes corunyeses en 1936 -el 26 d'agost- i de Santiago de Compostel·la -o 19 de novembre-, actuaren com a defensors els aleshores reconeguts lletrats Manuel Casas Fernández, Manuel María González López i José Reino Caamaño. En novembre de 1936, en el procés als membres del Comitè de Defensa de la República de Santiago de Compostel·la (causa 231/36), fou l'advocat defensor de Rafael Frade Peña. Es va instal·lar a La Corunya, on va exercir com a advocat durant el franquisme.

## Obres
És autor de la peça teatral Antón de Freixide, estrenada al Teatre Principal de Santiago per la Tuna Escolar Gallega el 4 de febrer de 1915, i representada també aquell any a La Corunya, Betanzos, Viveiro, Lugo, Monforte, Tui i Noia. L'obra continuà representant-se en els anys vint.